# Vicente Emilio Sojo

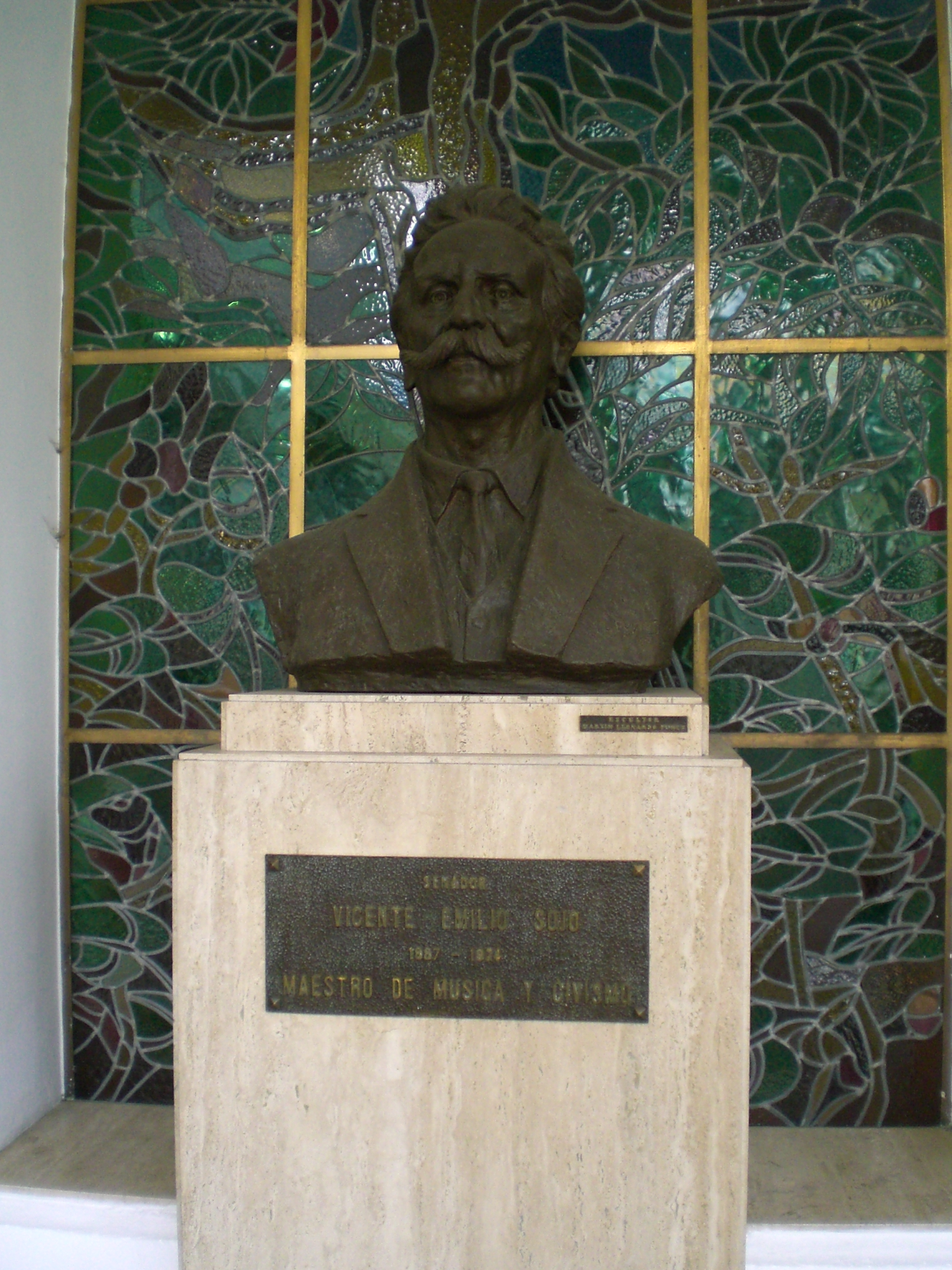
Vicente Emilio Sojo

Vicente Emilio Sojo (* 8. Dezember 1887 in Guatire/Miranda; † 11. August 1974 in Caracas) war ein venezolanischer Komponist.

## Leben und Wirken
Sojo hatte ersten Unterricht bei Henrique León und Régulo Rico, bei denen er eine Ausbildung in Musiktheorie, im Violin-, Flöte-, Posaune- und Gitarrespiel erhielt, bevor er 1906 nach Caracas kam, wo er 1910 in die Escuela de Música y Declamación der Academia de Bellas Artes eintrat. Dort studierte er Musiktheorie bei Ignacio Bustamante und Komposition bei Andrés Delgado Pardo. 1912 besuchte er Cellokurse bei Eduardo Richter. 1914 war er Kapellmeister an der Kirche San Francisco.
Als Hilario Machado Guerra 1921 Direktor der Escuela de Música wurde, erhielt Sojo dort eine Stelle als Professor für Musiktheorie. Er wirkte als Dirigent des ersten bedeutenden venezolanischen Chores Orfeón Lamas und gründete 1930 das Orquesta Sinfónica Venezuela, dessen Direktor er wurde. Sojo führte um 1930 die Klassische Gitarre als Instrument in das Musikstudium ein und war damit ein Vorreiter für die Aufnahme dieses Instruments in das Lehrangebot europäischer Musikkonservatorien. 1936 wurde er zum Direktor der Escuela Superior de Música José Ángel Lamas ernannt, deren erste Absolventen 1944 ihre Ausbildung beendeten. 1940 war er Mitherausgeber des ersten venezolanischen Kindergesangbuches.
Zu Sojos Schülern gehörten Evencio Castellanos, Antonio Estévez, Ángel Sauce, Antonio José Ramos, Inocente Carreño, Gonzalo Castellanos Yumar, Carlos Figueredo, Antonio Lauro, Blanca Estrella de Méscoli, José Clemente Laya, Manuel Ramos, Andrés Sandoval, José Luis Muñoz, Leopoldo Billings, José Antonio Abreu, Modesta Bor, Nazyl Báez Finol, Nelly Mele Lara, Raymundo Pereira und Rogelio Pereira.
Sojo war auch politisch aktiv. Er gründete 1941 die Acción Democrática und wurde im Bundesstaat Miranda 1958 und 1963 als Senator der Republik gewählt.

## Werke
- Himno a Bolívar, 1911
- Romanza sin palabras, 1912
- Meditación para quinteto de cuerdas, 1912
- Treno para cuarteto, 1912
- Minerva, 1912
- Cuarteto en Re para cuerdas, 1913
- Partitura para festiva, 1914
- Tres motetes para la iglesia Santa Capilla, 1914
- Misa Coral, 1915
- Salve Reina, 1918
- Obertura Treno, 1920
- Ave María, 1922
- Misa Cromática, 1923
- Ocho responsorias y un Te Deum, 1924
- Palabras de Cristo en el Calvario, 1925
- 27 canciones de ayer, 1926–1927
- Por la Cabra Rubia, 1928
- Requiem Inmemorian Patris Patriae, 1929
- Misa Breve, 1930–1933
- Misa a capella en honor a Santa Efigenia y a su fallecida esposa, 1935
- Tres canciones infantiles, 1939
- Tres piezas para guitarras, 1952
- Misa para Santa Cecilia, 1953
- 10 canciones infantiles venezolanas, 1958
- 9 Canciones infantiles, 1964–1969